# Erlkönig (Jena)

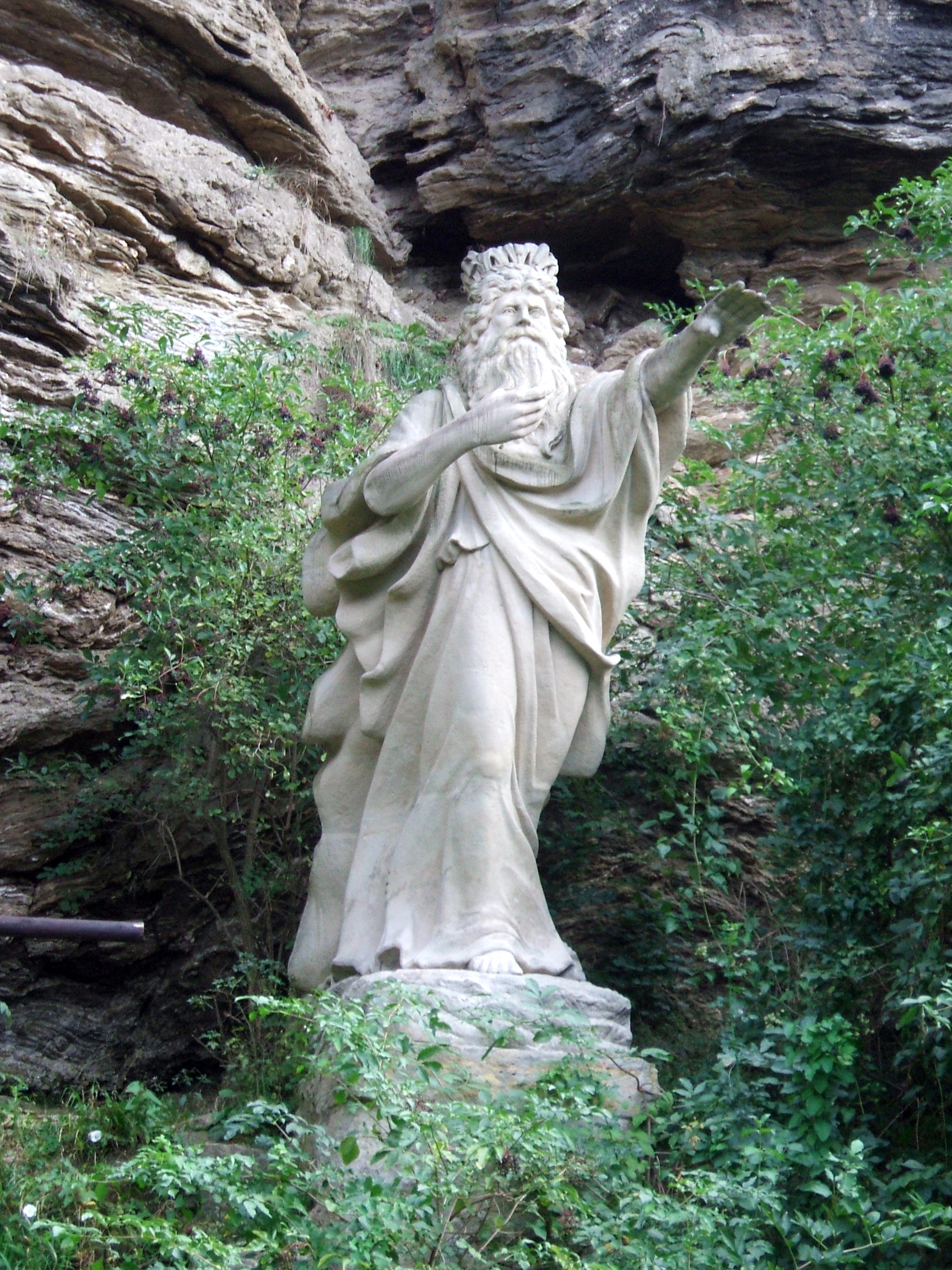
Der Erlkönig

Der Jenaer Erlkönig ist ein Denkmal in Jena.
Es steht am Weg von Wenigenjena nach Kunitz in der Saaleaue vor einer Felswand und erinnert an die gleichnamige Ballade von Johann Wolfgang von Goethe. Ursprünglich von Theodor Wolff als Holzskulptur ausgeführt, wurde das Standbild 1891 im Auftrag der Besitzer von Schloss Thalstein, Wolf von Tümpling, durch eine Steinfigur von Wilhelm Otto Späte ersetzt.
Es handelt sich dabei um eine mächtige, überlebensgroße Figur des Erlkönigs, der, als alter Mann mit langem Bart und Gewand, seine Hand über einen unter ihm liegenden Teich ausstreckt. Eigentlich trägt die Statue ein Schwert in der rechten Hand, dieses wurde im Rahmen der letzten Sanierung auch wieder angebracht, jedoch haben es Unbekannte wieder entfernt bzw. zerstört.
Nach einer Legende soll Goethe die Geschichte um den Erlkönig von einem Bauern im Gasthof „Grüne Tanne“ erfahren und in einem Gedicht verarbeitet haben. Der Handlungsort der Ballade soll mit dem Standort des Denkmals identisch sein; die Landschaft vor Ort mit ihren Bäumen und dem wie an allen Flussauen häufig auftretenden Nebel soll im Gedicht wiederzuerkennen sein. Der Begriff "Erlkönig" nimmt dabei Bezug auf den auch hier anzutreffenden Schwarzerlenbruchwald, der seit dem Mittelalter als unheimlicher mythischer Ort gilt. 
Eine andere, mittlerweile widerlegte Legende erzählt von einem Ritt Goethes von Jena nach Dornburg und der Inspiration des Dichters durch die aufsteigenden Saalenebel.
Am 27. April 1990 wurde das 0,6 ha große Gelände als Flächennaturdenkmal unter Schutz gestellt. Seit 2004 ist das Denkmal eine ausgewiesene Station des Saale-Radwanderweges. Die landschaftlich reizvolle Strecke führt am Erlkönig-Denkmal vorbei nach Schloss Thalstein und weiter nach Kunitz.